# Calumet (rivière)
Pour les articles homonymes, voir Calumet (homonymie).
 (décembre 2023).
Si vous disposez d'ouvrages ou d'articles de référence ou si vous connaissez des sites web de qualité traitant du thème abordé ici, merci de compléter l'article en donnant les références utiles à sa vérifiabilité et en les liant à la section « Notes et références ».
La rivière Calumet est un cours d'eau qui coule au sud de la ville de Chicago dans les États de l'Illinois et de l'Indiana aux États-Unis. Cette rivière est divisée en deux bras, Petit-Calumet et Grand-Calumet, qui se rejoignent en amont du lac Michigan. La Chicago Skyway, autoroute longue de 12,6 km (7,8 miles) qui relie l'Interstate 90 à la Dan Ryan Expressway enjambe cette rivière.
Au cours du XXe siècle, la rivière Calumet va subir de graves pollutions industrielles et de surcroît, la direction d'écoulement des eaux du bras de la rivière du Petit-Calumet, va être modifiée.

## Histoire

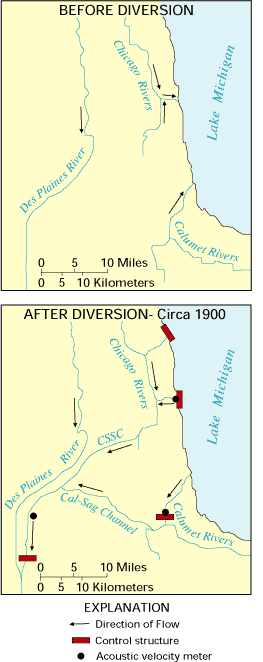
Modification des sens d'écoulement des rivières de la région de Chicago

Les explorateurs français Jacques Marquette et Louis Jolliet arpentèrent la région des Grands Lacs et naviguèrent sur le fleuve Mississippi en 1673. Ils firent connaissance avec les Amérindiens de la Nation des Illinois qui leur présentèrent une longue pipe que les Français nommèrent calumet. Ils nommèrent cette rivière et son lac attenant Calumet à cette occasion.

## Géographie
La région de Chicago est très plate et le cours de cette rivière et même la direction du système fluvial de rivière a changé à plusieurs reprises. Avant l'intervention de l'homme, le cours d'eau de la rivière Calumet se dirigeait vers l'ouest depuis le comté de LaPorte dans l'Indiana par la rivière Petit-Calumet, en faisant un tour complet vers l'est et rejoignait la rivière Grand-Calumet, pour former la rivière Calumet qui se jetait dans le lac Michigan à Gary. La rivière Calumet était alors un émissaire naturel du lac Calumet qui se déversait ainsi vers le lac Michigan.
La rivière Petit-Calumet (Little Calumet) et la rivière Grand-Calumet se séparent en deux bras dès le franchissement de l'exutoire du lac Calumet. Le grand-Calumet s'écoule directement en direction du lac Michigan, alors que Petit-Calumet contourne le lac Calumet, s'oriente vers l'ouest puis bifurque vers l'est en retrouvant la rivière Grand-Calumet et former avec elle la rivière Calumet.

## Industrialisation et pollution
Le développement industriel dans la région de la rivière Calumet a commencé vers les années 1870 jusqu'en 1910. La rivière Grand Calumet a été fortement polluée par les déchets des aciéries, fonderies, usines de conditionnement de la viande, fabrique de la colle et par les usines de fécule de maïs. La terre en reste encore aujourd'hui polluée. En 2008, l'aire géographique de la rivière Calumet a été déclarée zone de désastre national.

## Réaménagements des cours d'eau
En 1990 sont entrepris de grands travaux afin de détourner une grande partie des eaux de la rivière Petite Calumet vers la rivière Des Plaines. Le lac Calumet, qui alimentait le lac Michigan, contribue dorénavant également au bassin fluvial du Mississippi par l'intermédiaire de la rivière du Petit-Calumet qui est relié à la rivière Des Plaines par le canal de dérivation, le "Cal-Sag Channel" qui rejoint le Chicago Sanitary and Ship Canal construit au début du XXe siècle. La section du Petit-Calumet qui rejoint le grand-Calumet fut en grande partie canalisée dans des conduites souterraines.